# Popillia scabricollis
Popillia scabricollis är en skalbaggsart som beskrevs av Lin 1988. Popillia scabricollis ingår i släktet Popillia och familjen Rutelidae. Inga underarter finns listade i Catalogue of Life.